# Partidul „ȘOR”
Partidul „ȘOR” (PPȘ) a fost un partid politic din Republica Moldova, care reprezenta interesele Rusiei. Liderul partidului a fost ex-primarul orașului Orhei, omul de afaceri milionar Ilan Șor, născut la Tel Aviv, în Israel, vorbitor de limbă rusă. Președintele de onoare este Valerii Klimenko.
Provine din Mișcarea social-politică „Ravnopravie” (MR), înregistrată oficial la data de 27 octombrie 1998.

## Istorie
La alegerile parlamentare anticipate din 25 februarie 2001, „Ravnopravie” acumula 7.023 voturi (0,44%).
La alegerile din 2005 nu a izbutit să depășească pragul electoral de 6%, rămânând în afara Parlamentului.
Pe 29 octombrie 2014 partidul „Ravnopravie” s-a înscris în cursa electorală pentru alegerile parlamentare din Republica Moldova cu sloganul „Pentru Moldova în componența Rusiei!”. Liderul formațiunii declara atunci: ”Moldova își păstrează hotarele actuale. Devine subiect al Federației Ruse, după exemplul Tatarstanului, Crimeii.” Dar pe 22 noiembrie „Ravnopravie” s-a retras din cursa electorală pentru parlamentarele din 2014.
La alegerile locale din 2015 din Republica Moldova, „Ravnopravie” a obținut doar 0,03% din voturi în consiliile raionale și municipale și 0,57% în consiliile orășenești și sătești, în schimb candidatul din partea mișcării „Ravnopravie”, omul de afaceri Ilan Shor, a câștigat funcția de primar în orașul Orhei.
În cadrul ședinței Consiliului mișcării „Ravnopravie” din 19 iunie 2016, Ilan Șor a fost ales președinte al partidului, iar în 3 octombrie 2016, acesta și-a schimbat denumirea în Partidul Șor. În alegerile parlamentare din 2019 și 2021, ȘOR a devenit partid parlamentar. În decembrie 2022, ministrul justiției din Republica Moldova a inițiat procedurile pentru scoaterea Partidului ȘOR în afara legii.
Pe data de 19 iunie 2023 Partidul ȘOR a fost lichidat de către Curtea Constituțională.

## Doctrina
Partidul Șor a fost moldovenist, antiunire, eurosceptic, prorus și conservator, cu înclinații spre stânga.
Partidul dorea federalizarea țării, dar și ca limba oficială a Republicii Moldova să fie limba rusă. 
Partidul era adept al ideologiei moldoveniste susținută de partidele rusofile. Consideră că moldovenii și românii sunt 2 etnii diferite, iar moldovenii ar trebui să se rupă de România, promovată de filoruși ca țară fascistă, imperialistă și antisemită.
Partidul este nostalgic după Uniunea Sovietică și susține vag autoritarismul de tip moscovit.

## Președinții partidului
1. 1998–2016: Valerii Klimenco, un jurnalist, istoric și politician moldovean de etnie rusă, născut la 20 septembrie 1953, în satul Gladkovka, raionul Serov, regiunea Sverdlov, RSFS Rusă, URSS. Din 1997 până în prezent el este și președintele Congresului Comunităților Ruse din Republica Moldova. În perioada 1999–2011 a fost consilier în Consiliul municipal Chișinău, ales pe listele Mișcării „Ravnopravie”. În 2002–2003 a fost reprezentant al Congresului Comunităților Ruse din Republica Moldova în Consiliul Conaționalilor, pe lângă Duma de Stat a Rusiei.[16]
2. 2016-2023: Ilan Șor, un om de afaceri milionar

## Conducerea
- Ilan Șor – președinte
- Valerii Klimenko – președinte de onoare, consilier municipal în Consiliul municipal Chișinău
- Maria Albot  – secretar general
- Marina Tauber – vicepreședinte

## Rezultate electorale

### Alegeri parlamentare
| Anul alegerilor | voturi          | % din voturile tot. | mandate obținute |
| --------------- | --------------- | ------------------- | ---------------- |
| 2001            | 7.277           | 0,4                 | 0 / 101          |
| 2005            | 7.009           | 2,83                | 0 / 101          |
| aprilie 2009    | Nu a participat | Nu a participat     | 0 / 101          |
| iulie 2009      | Nu a participat | Nu a participat     | 0 / 101          |
| 2010            | 1.781           | 0,1                 | 0 / 101          |
| 2014            | Nu a participat | Nu a participat     | 0 / 101          |
| 2019            | 117.774         | 8,32                | 7 / 101          |
| 2021            | 84.187          | 5,74                | 6 / 101          |

### Alegeri locale

#### Consilii orășenești și sătești
| Anul alegerilor | voturi | % din voturile tot. | mandate obținute |
| --------------- | ------ | ------------------- | ---------------- |
| 1999            | 1.880  | 0,17                | 4 / 6105         |
| 2003            | 4.557  | 0,43                | 35 / 10841       |
| 2007            | 17.669 | 1,84                | 164 / 10621      |
| 2011            | 1.679  | 0,15                | 6 / 10630        |
| 2015            | 6.079  | 0,57                | 18 / 10570       |
| 2019            | 58.440 | 6,32                | 516 / 10472      |

Parlamentare Proporționale 2019
Parlamentare Uninominale 2019
Locale 2019

## Legături externe
- Site Oficial Arhivat în 3 aprilie 2018, la Wayback Machine.